# Oxycheilinus
Oxycheilinus là một chi cá biển thuộc họ Cá bàng chài. Các loài trong chi này có phạm vi phân bố tập trung ở khu vực Ấn Độ Dương - Thái Bình Dương.

## Từ nguyên
Tiền tố trong từ định danh của chi, oxy, mang nghĩa là "sắc nhọn" trong tiếng Latinh, còn Cheilinus là tên gọi của một chi khác trong họ Cá bàng chài.
Đặc điểm duy nhất mà Gill dùng để phân biệt chi này với Cheilinus là vây lưng và vây hậu môn của O. arenatus, loài điển hình của Oxycheilinus, "tạo thành góc ở phía cuối vây" chứ không phải "có góc nhọn ở gần phía cuối vây" như Cheilinus.

## Hình thái và hành vi

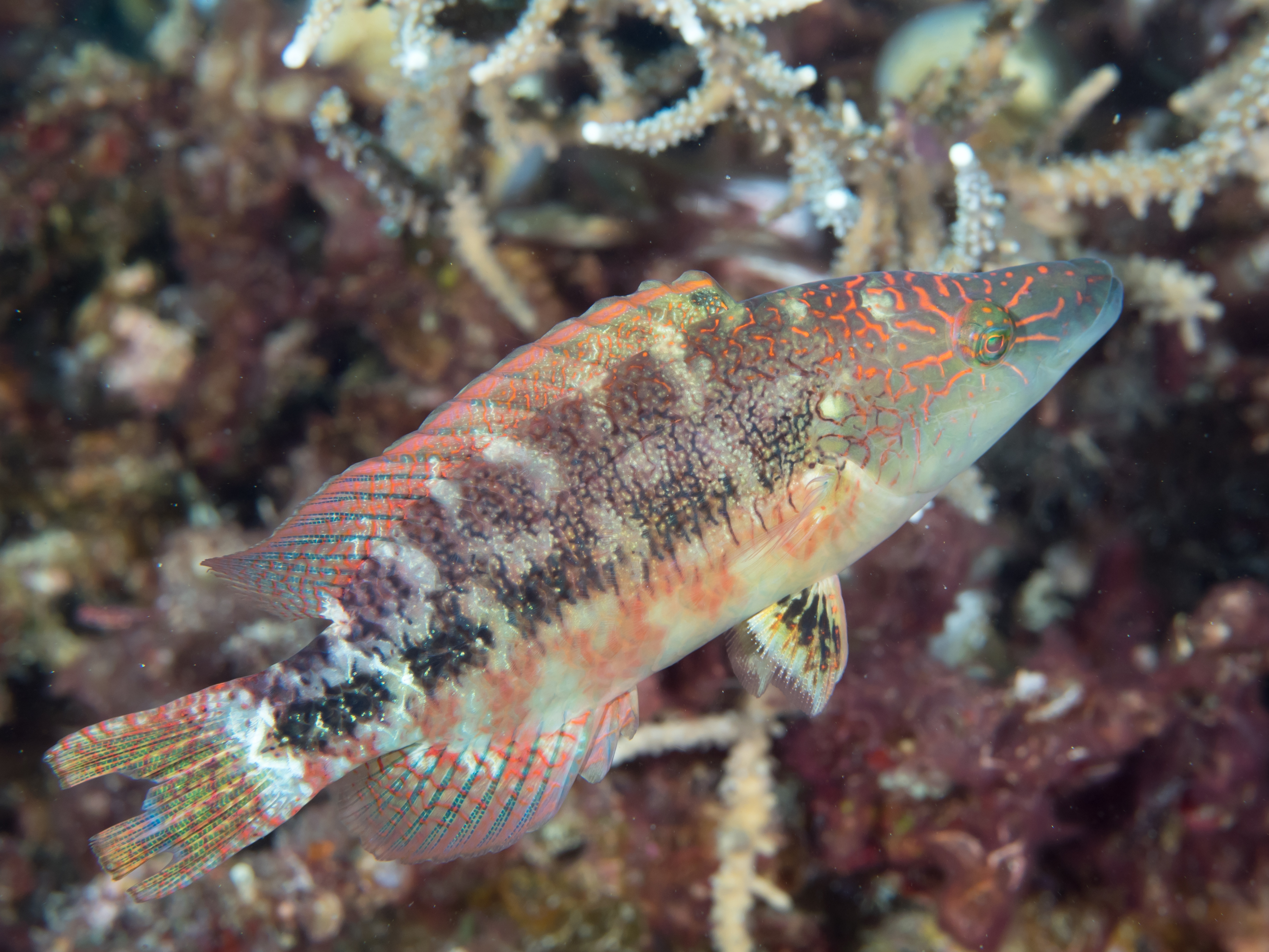
O. celebicus

Các loài Oxycheilinus có nhiều biến thể màu sắc. Má và mang có hai hàng vảy. Hàm dưới nhô ra nhiều hơn so với hàm trên.
Số gai ở vây lưng: 9; Số tia vây ở vây lưng: 10; Số gai ở vây hậu môn: 3; Số tia vây ở vây hậu môn: 8; Số gai ở vây bụng: 1; Số tia vây ở vây bụng: 5.
O. mentalis được ghi nhận là có thể bắt chước kiểu màu của loài cá (thường là những loài không ăn thịt) đang bơi gần nó. Mục đích của việc bắt chước này là để chúng dễ dàng tiếp cận những con mồi thiếu cảnh giác.

## Các loài
Có 10 loài được công nhận là hợp lệ trong chi này, bao gồm:
- Oxycheilinus arenatus (Valenciennes, 1840)
- Oxycheilinus bimaculatus (Valenciennes, 1840)
- Oxycheilinus celebicus (Bleeker, 1853)
- Oxycheilinus digramma (Lacépède, 1801)
- Oxycheilinus lineatus Randall, Westneat & Gomon, 2003[6]
- Oxycheilinus mentalis (Rüppell, 1828)
- Oxycheilinus nigromarginatus Randall, Westneat & Gomon, 2003[6]
- Oxycheilinus orientalis (Günther, 1862)
- Oxycheilinus samurai Fukui, Muto & Motomura, 2016[7]
- Oxycheilinus unifasciatus (Streets, 1877)